# Линке, Владимир Иванович
Владимир Иванович Линке (укр. Володимир Іванович Лінке; род. 27 марта 1958, Харьков, Украинская ССР, СССР) — советский и украинский футболист, игравший на позиции нападающего, а также футбольный тренер и менеджер. Известен прежде всего по выступлениям за харьковский «Металлист». Мастер спорта СССР с 1980 года. Третий бомбардир «Металлиста» за всю историю и второй в списке игроков, проведших наибольшее количество матчей за «Металлист». Заслуженный работник физической культуры и спорта Украины (2018).
С августа 2016 года — генеральный директор клуба «Металлист 1925».

## Карьера игрока

### Начало карьеры
По словам самого футболиста, бить по мячу он научился раньше, чем ходить. В возрасте 9 лет попал в школу «Металлиста» (приём начинался с этого возраста). Первыми тренерами были Аркадий Рабинович, Александр Азаров и Николай Масленников. Принимал участие в турнирах «Кожаный мяч» (выступал за команды ребят, как правило, старших по возрасту, иногда на 4 года). В 1972 году поступил в Харьковский спортинтернат, в котором учился до 1976 года. Тренером Линке в спортинтернате был Николай Кольцов.

### 1976—1985
В «Металлисте» дебютировал 30 апреля 1976 года во второй лиге в домашнем матче с командой «Колос» Полтава. Для того чтобы он смог принять участие в игре, представители клуба забрали его прямо с урока в школе (вместе Сергеем Балтачей). Линке вышел на замену во втором тайме вместо Сергея Корякина при счёте 0:1 в пользу гостей. Однако вскоре Роман Шподарунок сравнял счёт, а на 72 минуте Линке забил победный гол после удара Шподарунка. До конца сезона выходил на поле ещё в 26 матчах, в которых забил 7 голов (в том числе один дубль), став вторым по результативности бомбардиром команды после Юрия Цымбалюка (он забил 22 гола).
По окончании сезона Линке поступали предложения от команд высшей лиги: «Динамо» Киев и «Днепра». По словам самого Линке, в «Динамо» он, имевший некоторые проблемы с сердцем, испугался чрезмерных физических нагрузок, а «Днепр» уже заявил на тот момент троих новичков. Линке продолжил выступления в «Металлисте», в сезоне 1977 года был безоговорочно игроком основного состава и в 42 матчах забил 11 голов (в том числе один дубль; больше забил только Станислав Берников — 14).
В 1978 году «Металлист» занял первое место во второй зоне второй лиги, завоевав звание чемпиона Украины. Линке в том сезоне также был на первых ролях, приняв участие в 40 матчах, в которых забил 8 голов (в том числе два дубля). В стыковых матчах за выход в первую лигу (в обоих матчах Линке выходил на замену) «Металлист» обыграл «Факел» Воронеж и вернулся в первую лигу. По окончании того сезона в интервью газете «Вечерний Харьков», капитан «Металлиста» Берников характеризовал Линке как перспективного игрока, который владеет хорошим дриблингом, всегда нацелен на ворота и остро играет в пределах штрафной площадки.
По возвращении в первую лигу в 1979 году «Металлист» занял 7-е место. Линке, редко проводивший на поле все 90 минут, принял участие в 42 матчах, в которых забил 7 голов (снова став вторым бомбардиром команды). Главный тренер команды Евгений Лемешко остался недоволен игрой нападающих команды. По его мнению, Линке не хватило физической готовности для того, чтобы забивать больше. Следующий сезон и для команды, и для игрока стал более успешным. «Металлист» занял третье место в первой лиге, отстав всего на 2 очка от вышедшего в высшую лигу «Днепра». Из 24 побед, одержанных командой, 10 — с крупным счётом. Линке был одним из лидеров команды и снова стал вторым бомбардиром, забив 16 голов (в том числе три дубля; больше — 21 гол — забил Нодар Бачиашвили). Позицию Линке в том сезоне определяли как полунападающий.
В 1981 году Линке в 40 матчах 9 раз поражал ворота соперников. и стал третьим по результативности игроком команды: больше забили Бачиашвили и Сергей Малько. Команда же выступила успешно и спустя 18 лет вернулась в высшую лигу чемпионата СССР, заняв первое место. В матч 22 тура в Кемерово «Металлист» выиграл у «Кузбасса» 3:2, и все три гола забил Линке, впервые своей карьере сделав хет-трик. В кубке СССР команда дошла до полуфинала, где только в серии пенальти проиграла «Спартаку». Линке принял участие в семи из 8 кубковых матчах, в которых забил 2 гола (оба московским клубам: «Торпедо» и «Локомотиву»). Обозреватели отмечали технику Линке, которая позволяла обводить нескольких соперников и выкладывать мяч нападающим. По окончании сезона Линке поступило предложение от «Спартака», однако он решил команду не менять.
В чемпионате 1982 года в высшей лиге «Металлист» занял 12 место. Команда забила всего 32 гола (меньше всех в лиге), правда, меньше «Металлиста» пропустили только «Динамо» (Киев) и «Торпедо» (Москва). Линке в 31 матче забил 8 голов (в том числе один дубль), став лучшим бомбардиром команды. Первый свой гол в высшей лиге забил в 6 туре 25 апреля 1982 года в ворота динамовцев Москвы. На 60-й минуте он метров с десяти замкнул головой навес с углового, выведя свою команду вперёд (матч закончился вничью 1:1). В следующем чемпионате команда сделала шаг вперёд — 11 место. Линке забил 5 мячей и стал вторым бомбардиром «Металлиста» (Юрий Тарасов забил 7), причём 4 из его голов стали победными. Успеха «Металлист» добился в кубке СССР — впервые дойдя до финала, в котором уступил донецкому «Шахтёру». Линке принял участие во всех 5 матчах команды и забил один гол (в 1/8 в ворота «Арарата»).
В 1984 году «Металлист» снова занял 12-е место. Линке был в плохой форме и провёл всего 9 матчей (последний раз выходил на поле в 12 туре в домашнем матче с «Кайратом») и вторую часть сезона провёл в харьковском «Маяке», выступавшем во второй лиге (на поле не выходил ни разу). В следующем сезоне Линке появлялся на поле лишь 8 раз (причём только дважды он начинал в основном составе), забил два мяча (в первых двух турах). Последний раз за «Металлист» Линке сыграл 14 мая 1985 в Воронеже, выйдя на замену во втором тайме вместо Панчишина. Всего за 10 сезонов в «Металлисте» в чемпионатах СССР провёл 315 матчей, в которых забил 74 гола.

### 1985—1994
Покинув «Металлист», Линке присоединился к «Нефтянику» Ахтырка. Помог клубу сначала занять первое место в третьей зоне чемпионата Украины среди команд коллективов физкультуры, а потом первое место в финальном турнире, давшее команде возможность дебютировать во второй лиге. В следующем сезоне отыграл 30 матчей за «Нефтяник» в шестой зоне второй лиги, в которых забил два мяча (в том числе единственный гол в победном матче в Ирпене с местной командой «Динамо», ставший первым голом «Нефтяника» в турнирах команд мастеров).
После «Нефтяника» Линке вернулся в Харьков, где стал работать с детьми (сначала 1978 года рождения в школе «Спартак», позже с тем же 1978 годом в спортинтернате). Параллельно, по просьбе главного тренера Станислава Костюка, провёл несколько игр за местный «Маяк», помогая клубу остаться во второй лиге (Линке приезжал только на игры, с командой не тренировался). После «Маяка» играл за «Олимпик» в первенстве коллективов физкультуры, на тех же основаниях, что и в «Маяке».
Первый сезон независимой Украины (1992) Линке отыграл за сильнейший в те годы в первенстве Харьковской области «Авангард» Мерефа, в 15 матчах забив 14 голов. В составе «Олимпика» дебютировал в чемпионатах Украины: в переходной лиге сезона 1992/93 провёл за команду 4 матча, в которых забил два гола (дебютировал 15 августа 1992 года в матче «Электрон» (Ромны) — «Олимпик»; оба гола забил 22 августа в домашнем матче с «Нефтехимиком» Кременчуг, закончившимся победой 4:2). В том же «Олимпике» начинал тогда свою карьеру Александр Горяинов, побивший рекорд Линке по числу матчей за «Металлист». Часть сезона 1992/93 годов Линке доиграл в «Авангарде» и, забив в 14-ти матчах 14 голов, помог команде стать чемпионом области.
В 1993 году играл за клуб российской первой лиги АПК Азов из райцентра Ростовской области. Принял участие в 26 играх в которых забил 8 голов, став лучшим бомбардиром команды. Дебютировал 3 апреля 1993 года в домашнем матче со «Спартаком» Анапа, проигранном 1:2 (гол на счету Линке). Команда заняла последнее 22 место в западной зоне первой лиги.

### Возвращение в «Металлист» и завершение карьеры
В сезоне 1994/95 вернулся в «Металлист», который к тому моменту опустился в первую лигу. Линке, также выполнявший в команде роль играющего тренера, в том сезоне провёл 27 игр, в которых забил 3 мяча. Гол, забитый им 13 июня 1995 года в ворота «Ворсклы» на 27 минуте матча, стал для него последним голом за «Металлист» (причём мяч был забит пяткой после подачи с углового). Следующий сезон стал для «Металлиста» самым неудачным в чемпионатах Украины: команда заняла 19 место в первой лиге (из 22 команд) и едва не вылетела во вторую. Линке отыграл в команде лишь половину сезона. В своём последнем матче (13 сентября 1995 года «Темп-АДВИС» — «Металлист» 2:0) был удалён с поля за фол последней надежды (что не помогло команде: со штрафного, назначенного за этот фол, счёт в матче был открыт).
Последним клубом в игровой карьере Линке стал «Спартак-Братский». За него отыграл ещё два сезона в третьей лиге чемпионата России (в обоих сезонах команда занимала 4 место). В 1996 году провёл 20 матчей, в которых забил 7 голов. Линке был штатным пенальтистом команды и реализовал 6 из 7 пенальти. Больше него забили лишь два игрока команды (Эрнест Саруханянц и Алексей Бурлуцкий — 10 и 8 голов соответственно). В следующем сезоне Линке провёл ещё одиннадцать матчей и закончил карьеру профессионального игрока.

## Карьера футбольного тренера и менеджера
Окончил Харьковский педагогический институт.
Некоторое время работал инспектором Федерации футбола Украины.
По состоянию на 2011 год являлся заместителем директора детской академии «Металлиста», затем продолжил работать в академии в качестве тренера.
В 2015—2016 годах был помощником главного тренера «Металлиста» Александра Призетко.
С августа 2016 года является генеральным директором клуба «Металлист 1925».
Регулярно принимает участие в матчах команд ветеранов.

## Достижения

### Командные
«Металлист»
- Финалист кубка СССР: 1983
- Победитель первой лиги чемпионата СССР: 1981
- Победитель второй лиги чемпионата СССР: 1978

### Личные
- Мастер спорта СССР
- Третий бомбардир «Металлиста» за всю историю.

## Статистика выступлений
| Клуб                | Сезон        | Чемпионат | Чемпионат | Кубок | Кубок | Европа/Другое | Европа/Другое | Всего | Всего |
| Клуб                | Сезон        | Матчи     | Голы      | Матчи | Голы  | Матчи         | Голы          | Матчи | Голы  |
| ------------------- | ------------ | --------- | --------- | ----- | ----- | ------------- | ------------- | ----- | ----- |
| Металлист (Харьков) | 1976         | 27        | 8         | 0     | 0     | 0             | 0             | 27    | 8     |
| Металлист (Харьков) | 1977         | 42        | 11        | 2     | 0     | 0             | 0             | 44    | 11    |
| Металлист (Харьков) | 1978         | 40        | 8         | 0     | 0     | 0             | 0             | 40    | 8     |
| Металлист (Харьков) | 1979         | 42        | 7         | 4     | 0     | 0             | 0             | 46    | 7     |
| Металлист (Харьков) | 1980         | 43        | 16        | 0     | 0     | 0             | 0             | 43    | 16    |
| Металлист (Харьков) | 1981         | 40        | 9         | 7     | 2     | 0             | 0             | 47    | 11    |
| Металлист (Харьков) | 1982         | 31        | 8         | 4     | 1     | 0             | 0             | 35    | 9     |
| Металлист (Харьков) | 1983         | 33        | 5         | 5     | 1     | 0             | 0             | 38    | 6     |
| Металлист (Харьков) | 1984         | 9         | 0         | 2     | 0     | 0             | 0             | 11    | 0     |
| Металлист (Харьков) | 1985         | 8         | 2         | 0     | 0     | 0             | 0             | 8     | 2     |
| Металлист (Харьков) | За всё время | 315       | 74        | 24    | 4     | 0             | 0             | 339   | 78    |
| Маяк (Харьков)      | 1984         | 0         | 0         | 0     | 0     | 0             | 0             | 0     | 0     |
| Нефтяник (Ахтырка)  | 1985         | ?         | ?         | ?     | ?     | ?             | ?             | ?     | ?     |
| Нефтяник (Ахтырка)  | 1986         | 30        | 2         | ?     | ?     | ?             | ?             | ?     | ?     |
| Нефтяник (Ахтырка)  | За всё время | ?         | ?         | ?     | ?     | ?             | ?             | ?     | ?     |
| Маяк (Харьков)      | 1987         | 8         | 1         | 0     | 0     | 0             | 0             | 8     | 1     |
| Маяк (Харьков)      | 1988         | 10        | 1         | 0     | 0     | 0             | 0             | 10    | 1     |
| Маяк (Харьков)      | За всё время | 18        | 2         | 0     | 0     | 0             | 0             | 18    | 2     |
| Олимпик (Харьков)   | 1992         | 4         | 2         | 0     | 0     | 0             | 0             | 4     | 2     |
| АПК (Азов)          | 1993         | 26        | 8         | 2     | 0     | 0             | 0             | 28    | 8     |
| Металлист (Харьков) | 1994/95      | 27        | 3         | 1     | 0     | 0             | 0             | 28    | 3     |
| Металлист (Харьков) | 1995/96      | 9         | 0         | 0     | 0     | 0             | 0             | 9     | 0     |
| Металлист (Харьков) | За всё время | 36        | 3         | 1     | 0     | 0             | 0             | 37    | 3     |
| Спартак-Братский    | 1996         | 20        | 7         | 2     | 1     | 0             | 0             | 22    | 8     |
| Спартак-Братский    | 1997         | 11        | 0         | 0     | 0     | 0             | 0             | 11    | 0     |
| Спартак-Братский    | За всё время | 31        | 7         | 2     | 1     | 0             | 0             | 33    | 8     |
| За всё время        | За всё время | 460+      | 98+       | 25+   | 6+    | 0             | 0             | 485+  | 104+  |